# Acalanthis quadrisignata
Acalanthis quadrisignata is een keversoort uit de familie schorsknaagkevers (Trogossitidae). De wetenschappelijke naam van de soort werd in 1844 gepubliceerd door Wilhelm Ferdinand Erichson.